# Мюге Боз
Мюге Боз (тур. Müge Boz; нар. 13 квітня 1984) — турецька акторка та модель.

## Біографія
ЇЇ мати була іммігрантом з Югославії, а батько був з берегів Егейського моря. Має сестру. Дитинство провела у Стамбулі. У віці 12 років, через роботу батька, вони переїхали до Ізміра в район Каршияка.
Закінчила ліцей ім. І.Ататюрка в Ізмірі. Після цього вона закінчила відділення кінематографу, телебачення та зв'язків з громадськістю університету в Анадолу. Отримала стипендію Hogskulen i Volda в Норвегії, де вивчала «стратегічний дизайн» і «цифрову фотографію». На 11 років займалася балетом і 4 роки вивчала фортепіано. Їй цікаві багато видів спорту (плавання, теніс, катання на ковзанах, волейбол, мотоцикл).
Працювала моделлю. Була обличчям кампанії Zen Diamond (Zen Pırlanta'nın) 2010 року. Працювала моделлю для журналів Vogue, Tempo, Marie Claire, Women's Health та Instyle.

## Фільмографія
| Рік       | Назва                            | Роль                  | Фільм/Серіал |
| 2008      | Melekler Korusun                 | Çiğdem                | Серіал       |
| 2011      | Toprağın Çocukları               | Karika                | Фільм        |
| 2011      | Şüphe                            | Meltem Kutlu          | Серіал       |
| 2011      | Karakol-Herkes Adalet İster      | Ada                   | Серіал       |
| 2012      | Leyla ile Mecnun                 | Şirin                 | Серіал       |
| 2012      | Bir Hikayem Var                  | Yağmur                | Фільм        |
| 2012      | Karaoglan                        | Bayır Gülü            | Фільм        |
| 2013.     | Gütbette Aşk Bir Yastıkta        | -                     | Серіал       |
| 2013      | Yalan Dünya                      | Oya                   | Серіал       |
| 2013      | Aşk Emek İster                   | Leyla                 | Серіал       |
| 2014-2015 | Небезпечні вулиці                | Ece Dündar            | Серіал       |
| 2017      | Величне століття. Нова володарка | Теллі Хюма Шах Султан | Серіал       |
| 2017      | Kayıtdışı                        | İdil                  | Серіал       |